# Apela neobule
Apela neobule är en fjärilsart som beskrevs av Druce 1905. Apela neobule ingår i släktet Apela och familjen tandspinnare. Inga underarter finns listade i Catalogue of Life.